# Titanatemnus tessmanni
Espèce
Titanatemnus tessmanni est une espèce de pseudoscorpions de la famille des Atemnidae.

## Distribution
Cette espèce est endémique du Río Muni en Guinée équatoriale. Elle se rencontre vers N'Kolentangan.

## Étymologie
Cette espèce est nommée en l'honneur de Günther Tessmann.

## Publication originale
- Beier, 1932 : Revision der Atemnidae (Pseudoscorpionidea). Zoologische Jahrbücher, Abteilung für Systematik, Ökologie und Geographie der Tiere, vol. 62, p. 547-610.